# سوقولوق
سوقولوق (بالقيرغيزية: Сокулук)‏ (باللاتينية: Sokuluk) هي قرية كبيرة واقعة في مقاطعة تشوي في قيرغيزستان ومقسمة على مجتمعين ريفيين. بلغ عدد سكانها 30٫540 نسمة في عام 2021.
بلغ عدد سكان القرية 24٫417 نسمة في عام 2009. تعتبر القرية أيضًا المركز الإداري لمنطقة سوقولوق وتقع على بعد حوالي 5 كم غربي مدينة شوبوكوف المركز الاقتصادي الرئيسي للمنطقة.